# U-110 (1940)
| U-110                      | U-110                                                                         | U-110                                                                         |
| -------------------------- | ----------------------------------------------------------------------------- | ----------------------------------------------------------------------------- |
|                            |                                                                               |                                                                               |
|                            |                                                                               |                                                                               |
| U-110 та HMS Bulldog       |                                                                               |                                                                               |
| Під прапором               | Третій Рейх                                                                   | Третій Рейх                                                                   |
| Спуск на воду              | 25 серпня 1940 року                                                           | 25 серпня 1940 року                                                           |
| Виведений зі складу флоту  | 9 травня 1941 року                                                            | 9 травня 1941 року                                                            |
| Сучасний статус            | затоплений                                                                    | затоплений                                                                    |
| Проєкт                     |                                                                               |                                                                               |
| Тип ПЧ                     | Торпедний ДПЧ                                                                 | Торпедний ДПЧ                                                                 |
| Основні характеристики     |                                                                               |                                                                               |
| Швидкість (надводна)       | 18,2 вузла                                                                    | 18,2 вузла                                                                    |
| Швидкість (підводна)       | 7,3 вузла                                                                     | 7,3 вузла                                                                     |
| Гранична глибина занурення | 230 м                                                                         | 230 м                                                                         |
| Екіпаж                     | 48 осіб                                                                       | 48 осіб                                                                       |
| Розміри                    |                                                                               |                                                                               |
| Довжина найбільша (по КВЛ) | 76,5 м                                                                        | 76,5 м                                                                        |
| Ширина корпусу найб.       | 6,8 м                                                                         | 6,8 м                                                                         |
| Середня осадка (по КВЛ)    | 4,70 м                                                                        | 4,70 м                                                                        |
| Водотоннажність надводна   | 1051 т                                                                        | 1051 т                                                                        |
| Озброєння                  |                                                                               |                                                                               |
| Артилерія                  | одна палубна гармата калібру 105-мм, одна 20-мм та одна 37-мм зенітна гармата | одна палубна гармата калібру 105-мм, одна 20-мм та одна 37-мм зенітна гармата |
| Торпедно- мінне озброєння  | 4 носових і 2 кормових ТА. 22 торпеди                                         | 4 носових і 2 кормових ТА. 22 торпеди                                         |

U-110 — німецький підводний човен типу IXB часів Другої світової війни.
Замовлення на будівництво човна було віддане 24 травня 1938 року. Човен був закладений на верфі суднобудівної компанії «AG Weser» у місті Бремен 1 лютого 1940 року під заводським номером 973, спущений на воду 25 серпня 1940 року, 21 листопада 1940 року увійшов до складу 2-ї флотилії. Єдиним командиром човна був капітан-лейтенант Фріц-Юліус Лемп.
Човен зробив 2 бойові походи, в яких потопив 3 (загальною водотоннажністю 10 149 брт) та пошкодив 2 (загальною водотоннажністю 8675 брт).
Захоплений 9 травня 1941 року у Північній Атлантиці на схід від мису Фарвель після отримання пошкоджень глибинними бомбами британських есмінців «Бульдог», «Бродвей» та корвета «Обрієта». 15 членів екіпажу загинули, 32 врятовані.
Затоплений наступного дня, для збереження в таємниці захоплення шифрувальної машини Енігма та журналів шифрів.

## Потоплені та пошкоджені кораблі[3]
| Назва        | Тип            | Належність      | Дата            | Тоннаж (БРТ) | Вантаж                      | Статус     | Місце                                                       |
| Erodona      | танкер         | Велика Британія | 16 березня 1941 | 6 207        | Паливо                      | пошкоджено | 61°20′ пн. ш. 17°00′ зх. д. / 61.333° пн. ш. 17.000° зх. д. |
| Siremalm     | вантажне судно | Норвегія        | 23 березня 1941 | 2 468        | Генеральні вантажі та пошта | пошкоджено | 60°35′ пн. ш. 28°25′ зх. д. / 60.583° пн. ш. 28.417° зх. д. |
| Henry Mory   | вантажне судно | Велика Британія | 27 квітня 1941  | 2 564        | 3 150 т марганцевої руди    | потоплено  | 54°00′ пн. ш. 19°00′ зх. д. / 54.000° пн. ш. 19.000° зх. д. |
| Bengore Head | вантажне судно | Велика Британія | 9 травня 1941   | 2 609        | 1 200 т вугілля             | потоплено  | 60°45′ пн. ш. 33°02′ зх. д. / 60.750° пн. ш. 33.033° зх. д. |
| Esmond       | вантажне судно | Велика Британія | 9 травня 1941   | 4 976        | Баласт                      | потоплено  | 60°45′ пн. ш. 33°02′ зх. д. / 60.750° пн. ш. 33.033° зх. д. |